# Kurukaneka
Curucaneca (Kurukaneka, Curucanéca), jedno od plemena Otuke Indijanaca, porodica bororoan, s misije San Rafael, gdje ih 1831. nalazi Alcide d'Orbigny. Nestali su, ili su kao i ostale Otuke skupine asimilirani u Chiquitose.